# Daniel Tejeda Santos
Daniel Alexis Tejeda Santos (La Ceiba, Departamento de Atlántida, Honduras; 28 de septiembre de 1986) es un futbolista  hondureño. Juega de defensa y su actual club es el Vida de la Liga Nacional de Honduras.

## Clubes
| Club        | País     | Año             |
| ----------- | -------- | --------------- |
| Social Sol  | Honduras | 2009 - 2010     |
| Real España | Honduras | 2010 - 2014     |
| Marathón    | Honduras | 2014 - 2018     |
| Vida        | Honduras | 2018 - Presente |

## Estadísticas
| Club                 | Temporada           | Liga  | Liga  | Copa Nacional | Copa Nacional | Copa Internacional | Copa Internacional | Total | Total |
| Club                 | Temporada           | Part. | Goles | Part.         | Goles         | Part.              | Goles              | Part. | Goles |
| -------------------- | ------------------- | ----- | ----- | ------------- | ------------- | ------------------ | ------------------ | ----- | ----- |
| Social Sol Honduras  | 2009/10             | 18    | 0     | -             | -             | -                  | -                  | 18    | 0     |
| Social Sol Honduras  | Total               | 18    | 0     | 0             | 0             | 0                  | 0                  | 18    | 0     |
| Real España Honduras | 2010/11             | 35    | 0     | -             | -             | -                  | -                  | 35    | 0     |
| Real España Honduras | 2011/12             | 34    | 1     | -             | -             | 6                  | 0                  | 40    | 1     |
| Real España Honduras | 2012/13             | 31    | 0     | -             | -             | -                  | -                  | 31    | 0     |
| Real España Honduras | 2013/14             | 12    | 2     | -             | -             | -                  | -                  | 12    | 2     |
| Real España Honduras | Total               | 112   | 3     | 0             | 0             | 6                  | 0                  | 118   | 3     |
| Marathón Honduras    | 2014/15             | 24    | 0     | -             | -             | -                  | -                  | 24    | 0     |
| Marathón Honduras    | 2015/16             | 19    | 0     | -             | -             | -                  | -                  | 19    | 0     |
| Marathón Honduras    | 2016/17             | 16    | 0     | -             | -             | -                  | -                  | 16    | 0     |
| Marathón Honduras    | 2017/18             | 5     | 0     | -             | -             | -                  | -                  | 5     | 0     |
| Marathón Honduras    | Total               | 64    | 0     | 0             | 0             | 0                  | 0                  | 64    | 0     |
| Total en su carrera  | Total en su carrera | 194   | 3     | 0             | 0             | 6                  | 0                  | 200   | 3     |

## Palmarés

### Campeonatos nacionales
| Título                    | Club        | País     | Año  |
| ------------------------- | ----------- | -------- | ---- |
| Liga Nacional de Honduras | Real España | Honduras | 2010 |
| Liga Nacional de Honduras | Real España | Honduras | 2013 |
| Copa de Honduras          | Marathón    | Honduras | 2017 |